# 王世驊
王世驊（1980年5月27日—），是台灣的棒球運動員之一，曾效力於中華職棒興農牛隊，守備位置為內野手。

## 經歷
- 新竹市民富國小少棒隊
- 台北縣溪崑國中青少棒隊
- 台北縣中華中學青棒隊（榮工）
- 台北體院棒球隊
- 中華職棒興農牛隊代訓球員
- 中華職棒興農牛隊（2004年～2005年）

## 職棒生涯成績
| 年度   | 球隊   | 出賽 | 打數 | 安打 | 全壘打 | 打點 | 盜壘 | 四死 | 三振 | 壘打數 | 雙殺打 | 打擊率 |
| ------ | ------ | ---- | ---- | ---- | ------ | ---- | ---- | ---- | ---- | ------ | ------ | ------ |
| 2004年 | 興農牛 | 7    | 9    | 2    | 0      | 1    | 0    | 0    | 1    | 2      | 0      | 0.222  |
| 2005年 | 興農牛 | 41   | 82   | 20   | 0      | 5    | 2    | 2    | 10   | 25     | 4      | 0.244  |
| 合計   | 2年    | 48   | 91   | 22   | 0      | 6    | 2    | 2    | 11   | 27     | 4      | 0.242  |

## 特殊事蹟
- 2004年9月10日，中華職棒初登場，對中信鯨隊的比賽中替補出場，3打數0安打。
- 2004年10月6日，對戰統一獅隊擊出中華職棒生涯首支安打。

## 外部連結
- 王世驊在台灣棒球維基館上的頁面（繁體中文）
- 球員資訊和成績在中華職棒官網（中文）